# Dekanat Przemyśl III
Dekanat Przemyśl III – dekanat archidiecezji przemyskiej, w archiprezbiteracie przemyskim.

## Historia
W 1968 roku dekretem bpa Ignacego Tokarczuka dekanat przemyski został podzielony na przemyski I (miejski) i przemyski II (zamiejski). 
We wrześniu 1982 roku dekretem bpa Ignacego Tokarczuka utworzono dekanat przemyski III.

## Parafie
- Hurko – pw. św. Jadwigi Śląskiej
  - Hureczko – kościół filialny pw. Matki Bożej Ostrobramskiej
- Jaksmanice – pw. Narodzenia Najświętszej Maryi Panny
- Kalników – pw. św. Andrzeja Apostoła
  - Hruszowice – kościół filialny pw. Matki Bożej Różańcowej
- Krówniki – pw. Matki Bożej Częstochowskiej
  - Łuczyce – kościół filialny pw. św. Kazimierza
- Leszno – pw. Niepokalanego Poczęcia Najświętszej Maryi Panny
  - Nakło – kościół filialny pw. Wniebowstąpienia Pańskiego
- Medyka – pw. Świętych Apostolów Piotra i Pawła
- Przemyśl – pw. św. Jana z Dukli
- Przemyśl (Błonie) – pw. Najświętszej Maryi Panny Nieustającej Pomocy
- Przemyśl (Przekopana) – pw. św. Jana Apostoła
- Rożubowice – pw. Matki Bożej Różańcowej (rektorat)
- Stubno – pw. Matki Bożej Szkaplerznej
  - Barycz – kościół filialny pw. Miłosierdzia Bożego
  - Stubienko – kościół filialny pw. Podwyższenia Krzyża Świętego
- Torki – pw. Wniebowzięcia Najświętszej Maryi Panny

## Zgromadzenia zakonne
- Przemyśl (Błonie) – ss. Albertynki (1907)